# Бердсонг (Арканзас)
Бердсонг (англ. Birdsong) — місто (англ. town) в США, в окрузі Міссіссіппі штату Арканзас. Населення — 32 особи (2020).

## Географія
Бердсонг розташований на висоті 67 метрів над рівнем моря за координатами 35°27′34″ пн. ш. 90°15′41″ зх. д. / 35.45944° пн. ш. 90.26139° зх. д. (35.459451, -90.261527).  За даними Бюро перепису населення США в 2010 році місто мало площу 0,23 км², уся площа — суходіл. В 2017 році площа становила 0,32 км², уся площа — суходіл.

## Демографія
Згідно з переписом 2010 року, у місті мешкала 41 особа в 23 домогосподарствах у складі 8 родин. Густота населення становила 176 осіб/км².  Було 31 помешкання (133/км²). 
Расовий склад населення:
| - 70,7 % — чорних або афроамериканців - 29,3 % — білих |

До двох чи більше рас належало 0,0 %. Іспаномовні складали 0,0 % від усіх жителів.
За віковим діапазоном населення розподілялося таким чином: 14,6 % — особи молодші 18 років, 58,6 % — особи у віці 18—64 років, 26,8 % — особи у віці 65 років та старші. Медіана віку мешканця становила 54,8 року. На 100 осіб жіночої статі у місті припадало 78,3 чоловіків;  на 100 жінок у віці від 18 років та старших — 84,2 чоловіків також старших 18 років.
За межею бідності перебувало 2,4 % осіб, у тому числі 0,0 % дітей у віці до 18 років та 0,0 % осіб у віці 65 років та старших.
Цивільне працевлаштоване населення становило 17 осіб. Основні галузі зайнятості: освіта, охорона здоров'я та соціальна допомога — 70,6 %, сільське господарство, лісництво, риболовля — 11,8 %, роздрібна торгівля — 5,9 %, інформація — 5,9 %.
За даними перепису населення 2000 року в Бердсонзі проживало 40 осіб, 8 сімей, налічувалося 20 домашніх господарств і 27 житлових будинків. Середня густота населення становила близько 133,3 осіб на один квадратний кілометр. Расовий склад Бердсонг за даними перепису розподілився таким чином: білих, 100,00 % — чорних або афроамериканців.
З 20 домашніх господарств в 10,0 % — виховували дітей віком до 18 років, 15,0 % представляли собою подружні пари, які спільно проживають, в 15,0 % сімей жінки проживали без чоловіків, 60,0 % не мали сімей. 60,0 % від загального числа сімей на момент перепису жили самостійно, при цьому 30,0 % склали самотні літні люди у віці 65 років та старше. Середній розмір домашнього господарства склав 2,00 особи, а середній розмір родини — 3,38 особи.
Населення містечка за віковою діапазону за даними переписом 2000 року розподілилося таким чином: 15,0 % — жителі молодше 18 років, 12,5 % — між 18 і 24 роками, 22,5 % — від 25 до 44 років, 30,0 % — від 45 до 64 років і 20,0 % — у віці 65 років та старше. Середній вік мешканця склав 45 років. На кожні 100 жінок в Бердсонзі припадало 81,8 чоловіків, у віці від 18 років та старше — 78,9 чоловіків також старше 18 років.
Середній дохід на одне домашнє господарство в містечкі склав 6806 доларів США, а середній дохід на одну сім'ю — 7083 долара. При цьому чоловіки мали середній дохід в 18 750 доларів США на рік проти 28 750 доларів середньорічного доходу у жінок. Дохід на душу населення в містечкі склав 9363 долари на рік. Всі родини Бердсонг мали дохід, що перевищує рівень бідності, 56,3 % від усієї чисельності населення перебувало на момент перепису населення за межею бідності, всі з них були старше 64 років.